# Automolis rubrilineata
Automolis rubrilineata là một loài bướm đêm thuộc phân họ Arctiinae, họ Erebidae.